# 盐河 (亚利桑那州)
鹽河（英語：Salt River）是美國亞利桑那州希拉縣和馬里科帕郡的一條河流，是希拉河最大的支流。這條河長約200英里（320公里）。其流域面積約為13,700平方英里（35,000平方公里）。鹽河的支流中最長的是195英里（314公里）的佛得河。 鹽河這個名字源自於這一事實：白河和黑河合流後不久，這條河就流經了大片的沉積鹽。